# Noorderhaaks
Noorderhaaks, ook wel Razende Bol genoemd, is een onbewoond eilandje (met een oppervlakte boven gemiddeld hoogwater van circa 4 km²) in Nederland. Het is gelegen direct ten westen van het zeegat Marsdiep tussen het Noord-Hollandse eiland Texel en marinestad Den Helder. Noorderhaaks maakt bestuurlijk deel uit van de gemeente Texel, en geologisch van de Haaksgronden, net als Zuiderhaaks.
De hoogte van Noorderhaaks schommelt tussen 1,3 en 1,6 m boven NAP. Tijdens aanhoudende noordwestenwind (storm) kan de gehele plaat overspoeld worden. Begroeiing ontbreekt. Incidenteel worden er wel eens kustplanten aangetroffen.
Het eiland is een hoogwatervluchtplaats voor zeevogels en zeehonden. De verstoring door menselijke activiteiten is meestal beperkt, behalve tijdens militaire oefeningen door de marine en de luchtmacht en door bezoek van dagrecreanten.

## Geschiedenis
Noorderhaaks is ontstaan op de plaats waar de opkomende vloed op de Noordzee de ebstroom uit het Marsdiep ontmoet. De zandplaat werd in 1585 op kaarten aangeduid als "Noorder Haecken"; rond 1700 werd de naam Noorderhaaks gangbaar. De bijnaam "Razende Bol" is eigenlijk alleen de oostpunt van de zandplaat, waarbij "Bol" in oud-Nederlands "zandbank" of "duintje" betekent.
In 1810 verging de HMS Minotaur onderweg van Göteborg naar Groot-Brittannië nadat het schip tijdens een storm vastliep op een zandbank nabij Texel. Hierbij kwamen 570 opvarenden om het leven. 
Op 24 december 1811 liepen twee Britse schepen, de HMS Hero (een oorlogsschip) en het troepenschip Archimedes, vast op de Haaksgronden tijdens een zware storm. Beide schepen vergingen, met een significant verlies aan levens. 
De zandbank verplaatst zich per jaar 100 meter in de richting van het Molengat en het Marsdiep. In het verleden zijn er ook andere zandplaten van dit type geweest, zoals de zandplaat Onrust die aan het eind van de negentiende eeuw aan Texel is vastgegroeid. Het is onbekend of dit ook met Noorderhaaks zal gebeuren.
De hele omgeving is aan verandering onderhevig, de locatie en afmetingen van de diverse zandplaten zoals de Zuiderhaaks, Noorderhaaks en de Onrust variëren nogal in de tijd: soms groeien platen aan elkaar of worden ze juist gesplitst en de huidige Zuiderhaaks komt uit het niets weer opzetten.

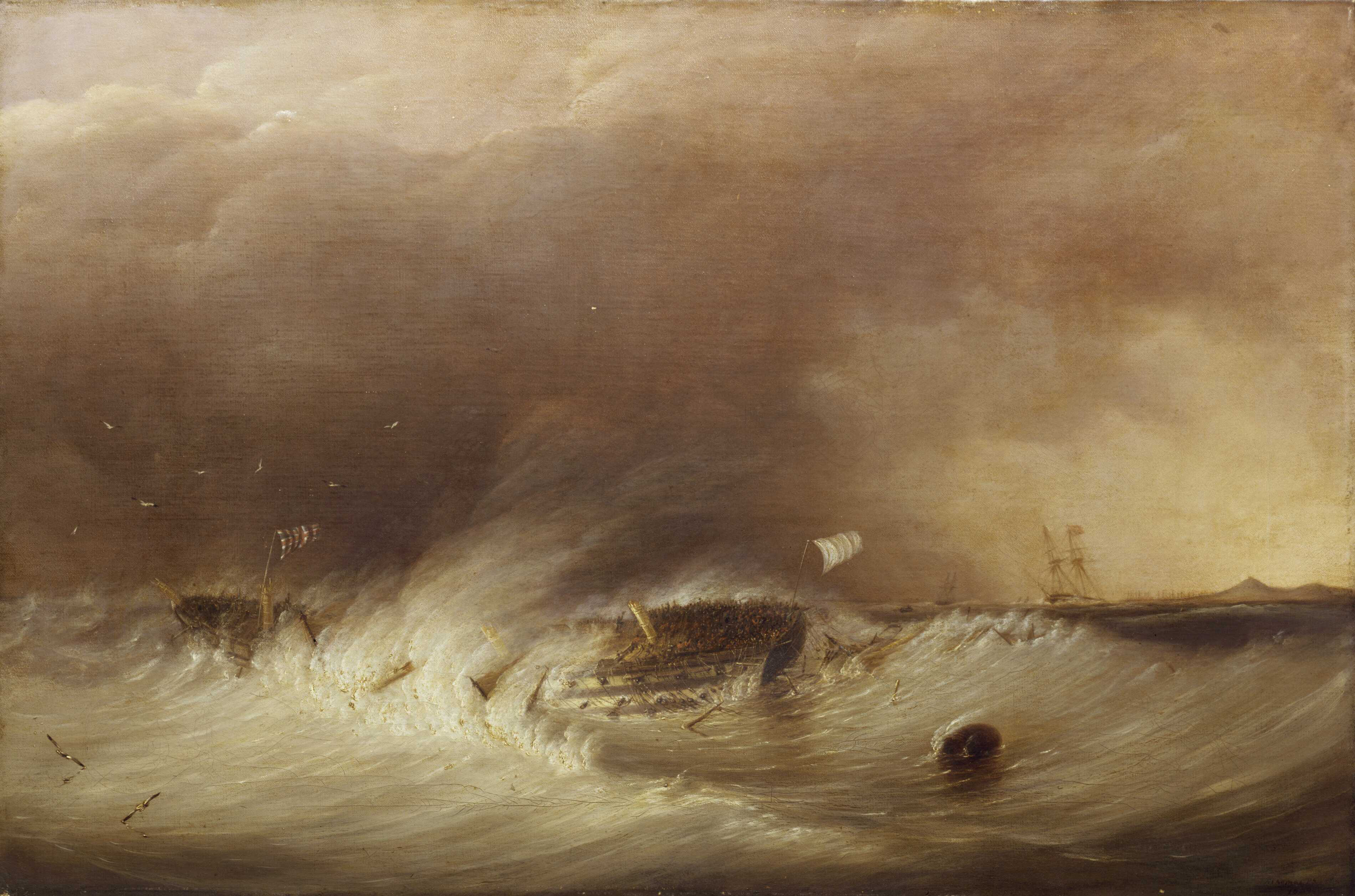
Vergaan van de HMS Hero, Eerste Kerstdag 1811
Time-lapse (1984 tot 2017)

## Natuur
Noorderhaaks is belangrijk als rustgebied voor de gewone zeehond en de grijze zeehond. De grijze zeehond werpt in het winterhalfjaar jongen. De witwollige kleintjes kunnen de eerste weken nog niet zwemmen en redden het alleen als ze met rust worden gelaten. De jongen van de gewone zeehond worden in de zomer geboren en hebben ook absolute rust nodig. Moeder en pup moeten er rustig kunnen zogen. Vandaar dat de noordzijde van het eiland aangemerkt is als niet-toegankelijk gebied. Er zijn ook veel vogels die rusten op Noorderhaaks, zoals meeuwen en aalscholvers, en de dwergstern en verschillende steltlopers broeden er. Boswachters van Landschap Noord-Holland geven voorlichting over de natuur als er veel bezoekers zijn.

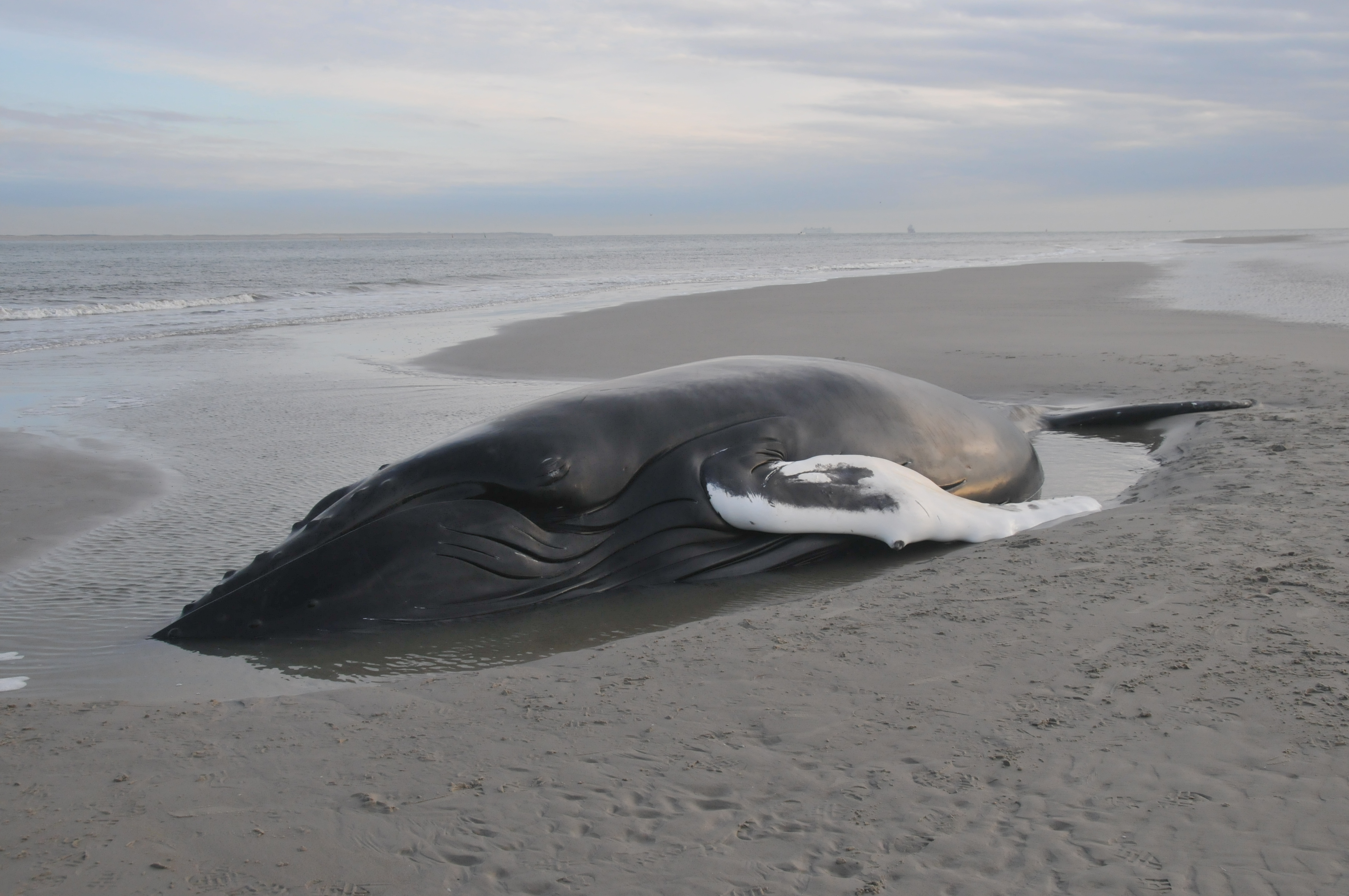
Gestrande bultrug op Noorderhaaks
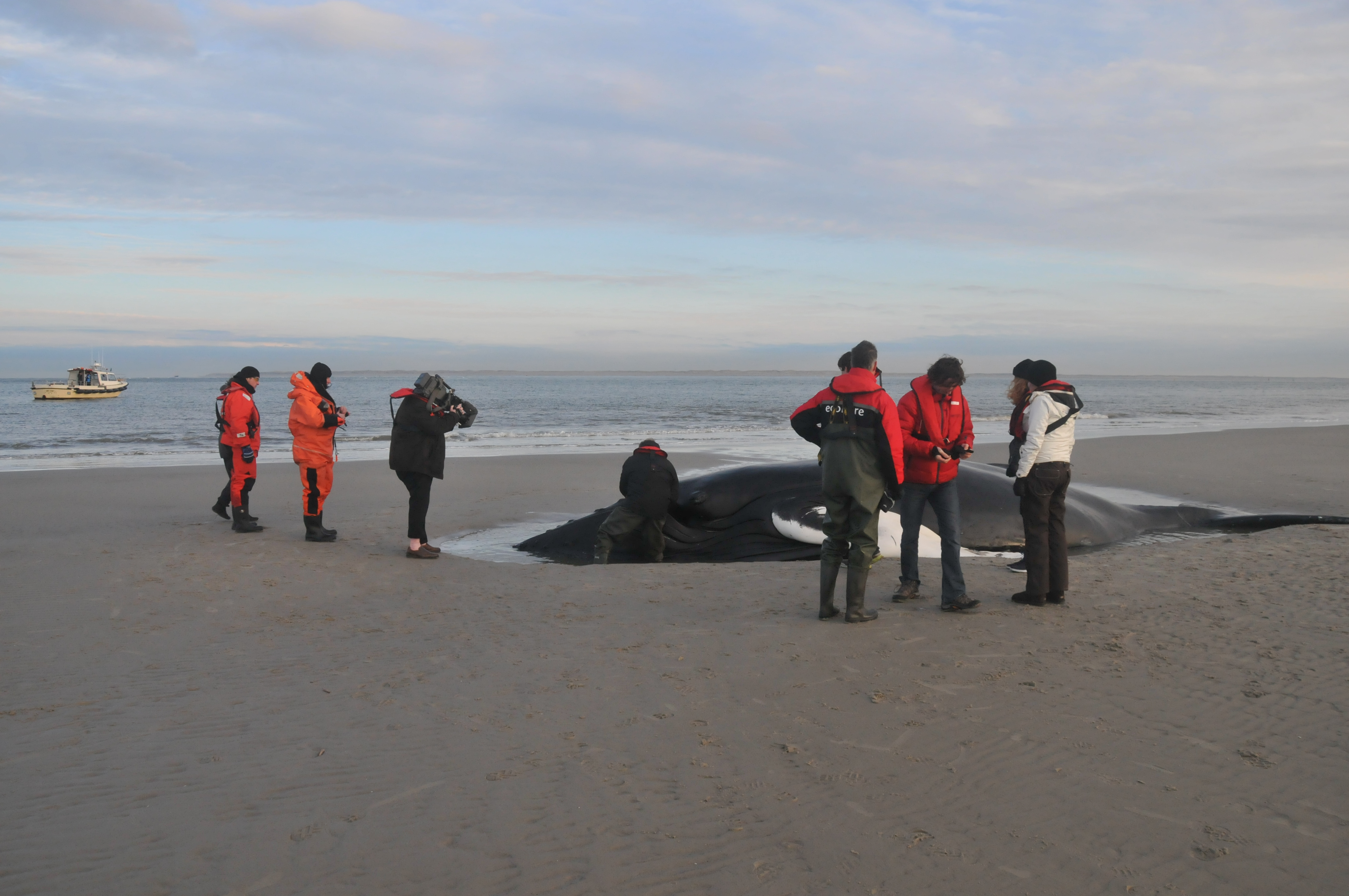
Gestrande bultrug op Noorderhaaks

## Vernoemingen
In Julianadorp werd in 2019 een randweg met de naam Noorderhaaks geopend. In Gouda en Volendam zijn straten met de naam Noorderhaaks en in Amsterdam en Duiven zijn een Noorderhaakspad te vinden.
In Den Helder was in de tweede helft van de 20e eeuw een hbo-opleiding voor petroleum en gas genaamd Noorder Haaks.